# Château de La Rivière (Gironde)
Pour les articles homonymes, voir Château de la Rivière.
Le château de La Rivière est une propriété viticole du XVIe siècle située en Gironde sur la commune de La Rivière.
Le domaine s'étend sur 100 hectares, dont 65 hectares de vignes produisant des vins AOC Fronsac.
Il domine la vallée de la Dordogne et la rivière éponyme en contrebas.

## Présentation
Gaston de L'Isle, maire de Bordeaux (mort en 1579), entreprend la construction du château actuel, qui est achevée en 1572.

## Histoire

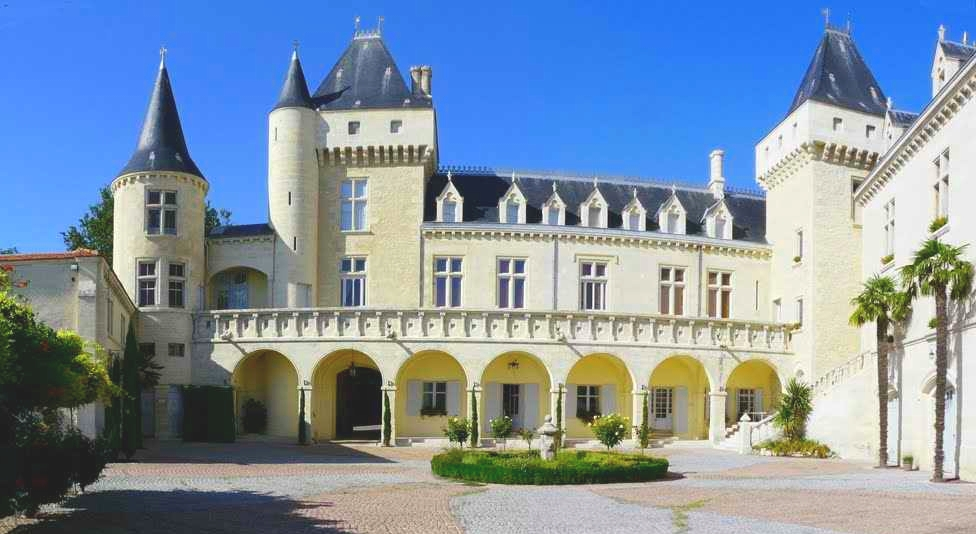

Charlemagne installe une tour de guet sur un promontoire à l'emplacement d'une tombelle gallo-romaine en 769. Elle sert de vigie pour alerter le camp militaire situé plus loin à Fronsac.
Gaston de l'Isle I en est le propriétaire en 1260 puis Gaston de l'Isle II (pro-anglais) (1339), Eyrin Aubert (anglais) (1353) (donation de Guillaume Sans de Pommiers, vicomte de Fronsac, épouse Jeanne de Fronsac, Guilhem Aubert (son fils) (1373) et « Noble Dona Madona Comtor Aubert » (sa fille) dite la « Dame de La Rivière » (= seigneur de La Rivière) (1385), Marguerite de Pommiers (fille de Guillaume Sans) et Peyrot des Fontaines, et leur fils Jean (1417, ou 1419 ?).
En 1448 Gaston de l'Isle III, commandant la forteresse de Castelnau durant la guerre de Cent Ans pour le compte du Roi d’Angleterre, marié à Catherine de La Lande, seigneur de La Brède dont il aura trois fils (Jean, Pierre et Gaillard) et deux filles (Catherine et Marguerite), en devient propriétaire. Jean puis Pierre puis Gaillard dirigeront successivement La Rivière. Gaillard a deux enfants : Gaston et Françoise.
Gaston de l'Isle IV, maire de Bordeaux est le propriétaire suivant en 1553 (mort en 1579), marié à Bonnaventure de Lur. Ils ont deux fils Louis et ? (qui mourront sans enfants) et trois filles Jeanne (mariée à Jean Bonnevin), Françoise et Marguerite. Il entreprend la construction du château actuel, achevé en 1572. 
La construction du château est achevée en 1577 et Jeanne de l'Isle en hérite. Son fils et petit-fils de Gaston lui succède en 1620. À sa mort (1631), le château est lourdement endetté et est saisi. Le château traverse une période judiciaire complexe lié à la succession sous François de Mons (1631-1639) puis en 1639 Marthe Viaud, femme de Samuel Eusebe Campet de Saujon, en devient propriétaire. Le cardinal de Richelieu, Duc de Fronsac, lui donne La Rivière (et sa seigneurie), pour stopper les problèmes judiciaires. 
En 1736, le château devient la propriété de Charles François de Campet de Saujon, frère de Charles Gaspard, fils de Louis. Il a un fils, Charles Olive Floris, et une fille, Marie Charlotte. Le Bain des Dames est construit. Charles Olive Floris de Campet de Saujon succède à son père et meurt en 1758. Marie-Charlotte Hippolyte de Campet de Saujon, comtesse de Boufflers, en devient propriétaire. Elle meurt le 9 décembre 1800 et n’a pas de succession en France. Son fils unique est en Amérique.
Le Sieur Labitte achète le château en vente publique à Paris en 1802. Sans héritiers, il le vend à son avocat, Nicolas Antoine Massé de Cormeille en 1817. À sa mort le 13 janvier 1843, son fils Alexandre en hérite et en sera propriétaire jusqu'en 1851 avec sa mère Louise Massé de Cormeille (elle meurt le 4 octobre 1851).

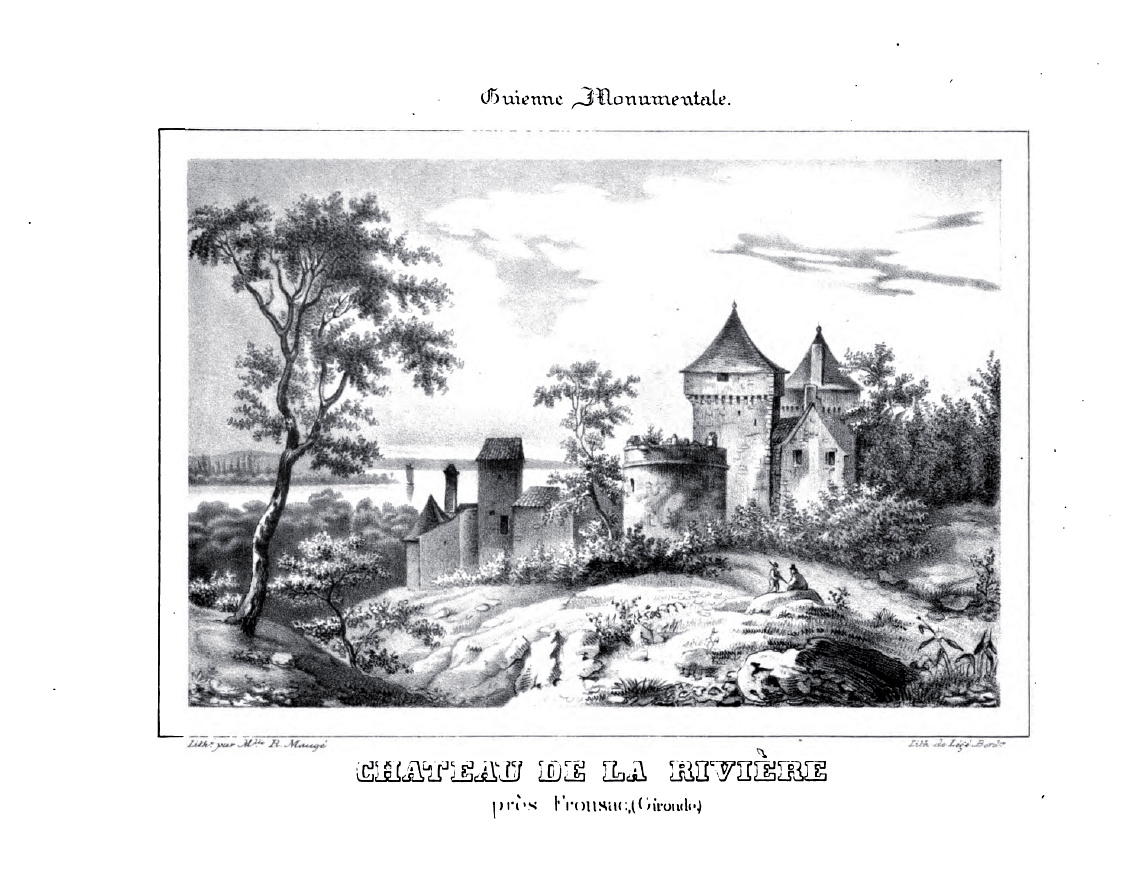
Le château en 1842

Alexandre Massé de Cormeille, né en 1796, meurt célibataire et sans enfant le 28 janvier 1880. Victorine Gaboré (Madame Fuinel), en hérite alors comme légataire universelle (elle était une amie proche d’Alexandre). Mariée après cet héritage au colonel Jean-François Fuinel, celui-ci entreprend les travaux de rénovation du château, avec Duthoit (élève de Viollet-le-Duc) comme architecte. Les travaux prennent fin en 1891. Le colonel Fuinel meurt en 1897 et Madame Fuinel en 1904, sans enfants.
Jacques Paulin de Cazeuneuve achète en décembre 1899 le château de La Rivière ainsi que le château de Carles (annexé à La Rivière en 1639, et où réside Monsieur Cazeuneuve). René Mortier-Quarré, ingénieur au château, dirige celui-ci. Il l’achète à son employeur en 1903. Fin 1903, son propriétaire est René Mortier puis en 1925, Émile Balluteaud, négociant en vin à Blanzac achète le château.
Jacques Borie est le propriétaire du château en 1962. Il a deux enfants (un garçon et une fille) mais face à des difficultés financières, il est contraint de vendre la propriété.
En septembre 1994, le propriétaire est Jean Leprince. Le château est dirigé par sa fille Valérie et son gendre Xavier Péneau. Après le décès accidentel en février 2002 de Jean Leprince, la propriété connait des difficultés financières et doit être vendue. En septembre 2003 son propriétaire devient James Grégoire qui, le 19 décembre 2013 vend la propriété à Lam Kok, homme d’affaires chinois, président du groupe Brilliant, spécialisé dans la vente de thés de Pu'er. Désireux de lui faire visiter le domaine à l'aide de son hélicoptère, il s'écrase dans la Dordogne, provoquant la mort de James Grégoire, de Lam Kok et de son fils de 12 ans, ainsi que de son conseiller. Madame Lau, veuve de Lam Kok, rescapée de l'accident, devient alors, seule, la propriétaire de La Rivière. 

## Tourisme
- L'office du tourisme de Saint-Germain-de-la-Rivière propose des visites du château et de ses caves[11].

## Dans la culture populaire
Le tournage du film Cocorico s'est déroulé dans ce château.